# Simon III de Clefmont
Simon III de Clefmont (né vers 1140 - † vers 1190) est seigneur de Clefmont à la fin du XIIe siècle. Il est le fils de Robert Wichard de Clefmont, comte de Clefmont, et de Béatrix de Vignory.

## Biographie

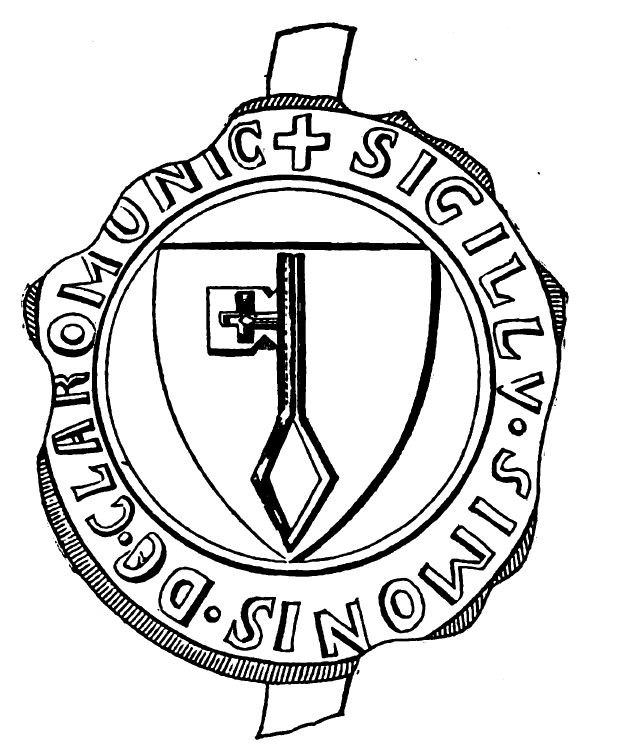
Sceau des seigneurs de Clefmont.

Vers 1148, à la mort de son père Robert Wichard Ier, il hérite du titre de seigneur de Clefmont. Toutefois, encore mineur, Clefmont est administré par sa mère Béatrix de Vignory. Il ne prendra possession de son héritage que vers 1155.
En 1162, il confirme avec son frère, Robert Wichard II, tous les dons de leurs ancêtres à l'abbaye de La Crête.
En 1167, il accorde avec son frère à l'Abbaye de Mormant le droit d'obtenir des terres à condition qu'ils les tiennent en fief d'eux. Il renouvellera ce droit en 1189.
En 1181, il donne à l'abbaye de Morimond des terres à Grandrupt et Levécourt, avec le consentement de son épouse et de son frère.
En 1182, Simon et son frère Robert Wichard II règlent leurs querelles avec l'évêché de Langres.
En 1187, il fait don du village d'Esnouveaux aux Hospitaliers en présence de l'évêque de Langres Manassès de Bar-sur-Seine, afin qu'ils y fondent une nouvelle commanderie.
En 1187, il met en gage des droits de pâturage à l'abbaye de Longuay peut-être afin de financer son voyage en Terre sainte.
En 1189, il participe avec son fils Robert Wichard III de Clefmont à la troisième croisade et prend part au siège de Saint-Jean-d'Acre où ils trouvent tous deux la mort.
En sa mémoire et à celle de son fils, sa veuve Béatrix de Champlitte fait don de l'usage de ses bois à l'église Notre-Dame de Bourg-Sainte-Marie.
Après sa mort, Simon est remplacé par son fils puîné Simon IV. Mais celui-ci étant encore mineur, Clefmont est administré par Béatrix de Champlitte jusqu'à son remariage vers 1196, puis par le mari de celle-ci, Geoffroy de Vaudémont, seigneur de Deuilly, jusqu'en 1200 environ.

## Mariage et enfants
Il épouse en premières noces une femme prénommée Auvis, dont le nom est inconnu, de qui il a au moins un enfant :
- Robert Wichard III de Clefmont, qui décède également pendant la troisième croisade[2],[5].

Veuf, il épouse en secondes noces Béatrix de Champlitte, fille d'Eudes Ier de Champlitte dit le Champenois, seigneur de Champlitte et vicomte de Dijon, et de Sybille de La Ferté, dont il a au moins deux enfants :
- Simon IV de Clefmont, qui succède à son père ;
- Béatrix de Clefmont, dame de Poulangy[3] ;
- peut-être une autre fille.

Veuve, Béatrix de Champlitte épouse en deuxièmes noces vers 1196 Geoffroy de Vaudémont, seigneur de Deuilly, dont elle a au moins un enfant : Guillaume de Deuilly.

## Source
- Marie Henry d'Arbois de Jubainville, Histoire des Ducs et Comtes de Champagne, 1865.
- Émile Jolibois, La Haute-Marne ancienne et moderne, 1858.
- L'abbé Roussel, Le diocèse de Langres : histoire et statistique, 1875.